# یادگار محمد میرزا
یادگار محمد میرزا (درگذشته ۸۴۹ خورشیدی)، یک فرمانروای تیموری هرات در اختلاف با سلطان حسین میرزا بایقرا برای ۶ هفته از سال ۸۴۹ خورشیدی بود.
یادگار محمد پسر سلطان محمد پسر بای‌سنقر بود که پسر شاهرخ محسوب می‌شد. این روابط خانوادگی او باعث شد که اوزون حسن، سلطان کنفدراسیون آق قویونلو، پس از شکست دادن و دستگیر کردن ابوسعید گورکان، یادگار محمد میرزا به حکومت برسد.
بعدها در سال ۸۴۸ خورشیدی، اوزون حسن، یادگار محمد را جانشین وی اعلام کرد و نیروهای تیموری وی را قوی کرد تا بتواند بر خراسان که تحت کنترل سلطان حسین بایقرا بود را به تصرف در بیاورد. هرچند که یادگار محمد در جنگ با بایقرا در شهریور شکست خورد، نیروهای تازه‌ای برای وی از سوی آق قویونلو فرستاده شد. اوزون حسن همچنین دو پسر خود را برای کمک به یادگار محمد اعزام کرد. در نهایت بایقرا مجبور شد هرات را در خرداد ۸۴۹ را ترک کند. اما چون نیروهای یادگار محمد قابل اعتماد نبودند، بایقرا شش هفته بعد هرات را تسخر کرد. یادگار محمد که توسط نیروهای دشمن به اسارت درآمده بود فوراً توسط آنها اعدام گشت. او آخرین فرد از نوادگان شاهرخ میرزا بود که توانست نقش مهمی در سیاست داخلی و خارجی امپراتوری تیموری را ایفا کند.